# وسیل استینگا
وسیل استینگا (انگلیسی: Vasile Stîngă؛ زادهٔ ۲۱ january ۱۹۵۷ (۶۸ سال)) ورزشکار هندبال اهل رومانی است.
وی در مسابقات کشوری و بین‌المللی در مجموع برندهٔ ۲ مدال طلا، ۲ مدال برنز شده‌است.